# Reber Plan

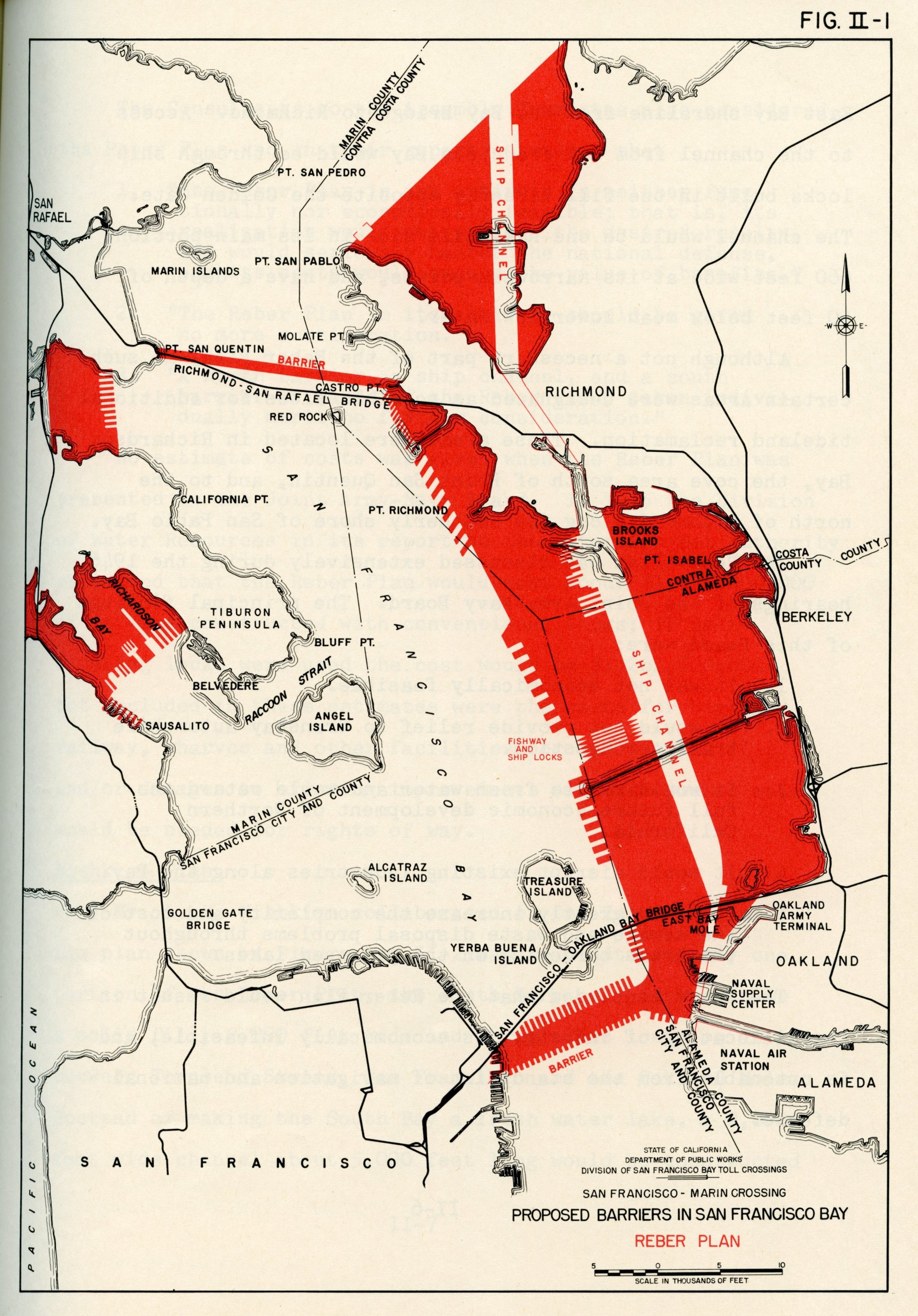
Proposed Barriers in San Francisco Bay. Reber Plan (1942). Die Karte zeigt die beiden Dämme, die laut Rebers Plan die Bucht von San Francisco begrenzen und gleichzeitig zwei große Süßwasserseen entstehen lassen sollten. Weiterhin in roter Farbe eingezeichnet sind Bereiche im Osten der Bucht, die durch Landgewinnung entstehen sollten. In Nord-Süd-Richtung verläuft auf der rechten Seite der Karte ein Kanal für den Schiffsverkehr.

Als Reber Plan (ursprünglich auch San Francisco Bay Project) wird der von John Reber in den 1940er Jahren entwickelte Plan bezeichnet, die Bucht von San Francisco auf solche Weise umzugestalten, dass Land für den Bau von Verkehrswegen sowie zivilen und militärischen Einrichtungen gewonnen und zugleich die Trinkwasserversorgung des Ballungsgebietes San Francisco Bay Area verbessert würde. Nach erheblichem Widerspruch aus der Bevölkerung und einer im Rahmen einer Machbarkeitsstudie erwiesenen Undurchführbarkeit des Projektes wurde der Plan Ende der 1950er Jahre schließlich fallengelassen.

## Rebers Plan
Rebers Plan sah vor, gewaltige Staudämme in etwa dort zu bauen, wo heute die Richmond–San Rafael Bridge und die San Francisco-Oakland Bay Bridge die Bucht von San Francisco überspannen. Der nördliche Staudamm sollte von Marin County im Westen nach Richmond im Osten reichen und der südliche Staudamm von San Francisco nach Oakland. Gleichzeitig sollten weite Teile der östlichen Bucht, der San Pablo Bay sowie der Richardson Bay durch Aufschüttungen nutzbar gemacht werden. Ein dieses Gebiet in Nord-Süd-Richtung durchziehender Kanal sollte der zivilen und militärischen Schifffahrt dienen. Auf diese Weise wären laut Rebers Vorstellung im Norden und Süden zwei große Süßwasserseen entstanden, die den enormen Trinkwasserbedarf der Region um San Francisco sichergestellt hätten.
Gleichzeitig sah der Plan die Anlage von mehrspurigen Highways und Schienenwegen für den Eisenbahnverkehr vor. Diese Verkehrswege hätten im Falle eines Angriffes auf Kalifornien vom Pazifik aus für die Verlagerung der im Westen der Bucht angesiedelten Bevölkerung zur Verfügung gestanden. Darüber hinaus sah der Plan den Bau von militärischen Anlagen zur Verteidigung der San Francisco Bay Area vor. Dies alles ist vor dem Hintergrund zu sehen, dass die Vereinigten Staaten zum Zeitpunkt von Rebers Planungen noch unter dem Schock des japanischen Angriffes auf Pearl Harbor standen.

## Die Machbarkeitsstudie des U.S. Army Corps of Engineers

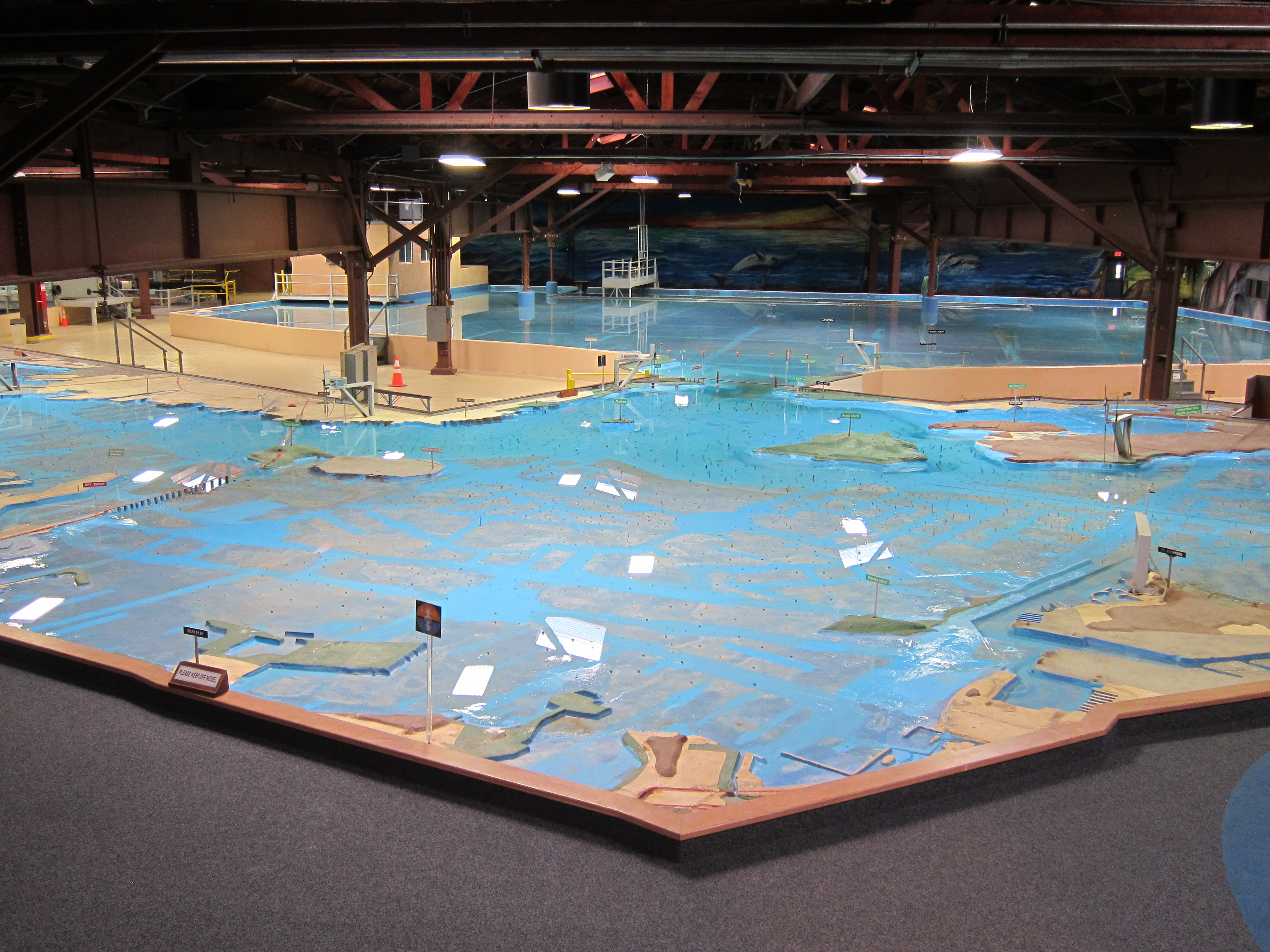
Das U.S. Army Corps of Engineers Bay Model in Sausalito ist einer der geschichtlichen Überreste der Planungen John Rebers.

Im Jahr 1957 führte das United States Army Corps of Engineers eine Machbarkeitsstudie zu Rebers Plan durch. Hierzu bauten die Ingenieure ein 1,5 Acres (rund 6.070 Quadratmeter) großes maßstabsgetreues Modell der Bucht von San Francisco. Dieses heute in Sausalito unweit von San Francisco zu besichtigende Modell half den Ingenieuren der United States Army bei ihrem Verständnis der durch die Gezeiten hervorgerufenen Wasserströmungen und Sedimentverlagerungen in der Bucht. Im Rahmen dieser Simulation erwies sich jedoch auch, dass John Rebers Plan nicht realisierbar war, woraufhin er schließlich aufgegeben wurde.